# Ареальная лингвистика
Ареа́льная лингви́стика (пространственная лингвистика) (от лат. area — площадь, пространство) — раздел языкознания, изучающий распространение языковых явлений в пространственной протяжённости и межъязыковом (междиалектном) взаимодействии на основе методов лингвистической географии. Ареальная лингвистика выявляет ареалы взаимодействия диалектов, языков, языковых союзов (ареальных общностей) в результате изучения территориального распространения языковых особенностей и интерпретации изоглосс языковых явлений.
Ареальная лингвистика тесно связана с лингвистической географией и диалектологией. В становлении ареальной лингвистики значительную роль сыграло появление диалектологических и лингвистических атласов как форм описания территориальных диалектов.

## История развития ареальной лингвистики
В основе ареальной лингвистики и лингвистической географии лежит концепция лингвистической непрерывности А. Пикте, отражённая в его работах середины XIX века и так называемая волновая теория образования и распространения родственных языков — теорией о распространении языковых инноваций из центра их появления к периферии, выдвинутой Г. Шухардтом (1868) и И. Шмидтом (1872). Дальнейшим этапом развития ареальной лингвистики стало создание атласов диалектов немецкого языка Г. Венкером (1881) и диалектов французского языка Ж. Жильероном и Э. Эдмоном (1902—1910), положившее начало лингвистической географии.
Основные принципы ареальной лингвистики были развиты в работе М. Дж. Бартоли в 1925 году («Введение в неолингвистику»), но впервые термин «пространственная (ареальная) лингвистика» появился в работах М. Дж. Бартоли и Дж. Видосси в 1943 году.
Значительный вклад в развитие ареальной лингвистики внесли А. Мейе (разработка базисных понятий), Б. А. Террачини, Дж. Бонфанте, Дж. Девото, В. Пизани (разработка теоретического основания и понятийного аппарата), В. Порциг, Э. Кошериу, А. Доз, П. Ивич и другие. Среди советских и российских учёных теория ареальной лингвистики разрабатывались Э. А. Макаевым, П. А. Бузуком, Р. И. Аванесовым, С. Б. Бернштейном, В. М. Жирмунским, М. А. Бородиной, Б. А. Серебренниковым, Д. И. Эдельман и другими.

## Предмет изучения ареальной лингвистики
Предметом изучения ареальной лингвистики являются общелингвистические проблемы:
- членение праязыковых состояний на исторически засвидетельствованные языки и диалектные континуумы;
- ареальная характеристика взаимодействия языков и диалектов в определённом регионе;
- изучение закономерностей языковых контактов;
- создание принципов ареальной типологии и развитие лингвистической контактологии и теории языковых союзов;
- проблемы языковой интерференции и языковой аттракции в территориально сопредельных языках;
- проблемы этнолингвистической и социолингвистической типологии и другие.

## Понятия ареальной лингвистики
К основным понятиям ареальной лингвистики относят языковые (диалектные) ареалы и изоглоссы.

### Языковой (диалектный) ареал
Термин ареал используется для определения границ распространения языковых явлений, а также может употребляться для определения границ распространения языков.
- В первом случае ареалом является область распространения отдельных языковых явлений или совокупности явлений (ареалы цоканья русского языка или ареал яканья русского и белорусского языков).
- Во втором случае ареалом является область распространения языков или языковых общностей (славянский ареал, индоевропейский ареал и т. п.).

### Изоглосса
Изоглоссы очерчивают ареалы языковых явлений и являются их границами. Наиболее важные изоглоссы определяют условные границы диалектов. Близко расположенные друг к другу изоглоссы формируются в пучки изоглосс. Для разных уровней языка могут употребляться различные термины, уточняющие тип изоглоссы: изофоны (фонетические изоглоссы), изолексы (лексические изоглоссы), изосемы (сходное семантическое развитие) и т. п. Изоглоссы могут быть «связанными» и «конвергентными». «Связанные изоглоссы» развиваются в языках, относящихся к единой генетической общности. Конвергентные изоглоссы возникают как результат длительных территориальных контактов языков, образующих ареальную общность (языковой союз), или же параллельного развития изолированных, территориально не соприкасающихся языков.

### Языковой (диалектный) ландшафт
Языковой (диалектный) ландшафт обозначает обследуемое языковое (диалектное) состояние.

## Ареальная классификация языков
Ареальная классификация языков занимает промежуточное положение между генеалогической и типологической классификациями, данная классификация применима к языкам разной генетической принадлежности (карпатский ареал), а также применима внутри одного языка к его диалектам.